# Hájený potok
Hájený potok (německy Hegebach) je pravostranný přítok Smědé v okrese Liberec v Libereckém kraji. Do řeky Smědé se vlévá v Bílém Potoce. Celková délka potoka činí 5,8 km. Hájený potok má význam zejména pro turistiku. Díky kaskádovitému korytu je zde k vidění několik malých vodopádů, z nichž nejvyšší Velká kaskáda dosahuje asi 25 m. Členitý kamenitý terén omílaným Hájeným potokem se stává lákadlem pro fotografy v jakémkoliv ročním období. K Hájenému potoku se dostanete po žluté turistické značce od Bártlovy boudy (německy Bartl-Baude) směrem na vyhlídkové skalisko Paličník (spodní část cesty s několika mostky přes Hájený potok je po rekonstrukci, stejně tak i úsek stoupající na Paličník).

## Průběh toku
Hájený potok pramení prakticky od vrcholu nejvyšší hory Jizerských hor na české straně – na Smrku (1124 m n. m.). Jeho přítoky jsou lokální stroužky z úbočí Smrku a naproti Klínového vrchu (Käuliger Berg, 971 m n. m.). Hájený potok se pak proplétá divokým údolím s můstky na žluté turistické trase, při dolní hranici někdejší národní přírodní rezervace Tišina (Dreßlerberg, 873 m n. m.), jež je dnes součástí rozsáhlé rezervace Jizerskohorské bučiny, jejíž ochranné pásmo potok opouští až v obci Bílý Potok, kde jeho necelá šesti kilometrová romantická pouť končí v řece Smědé.

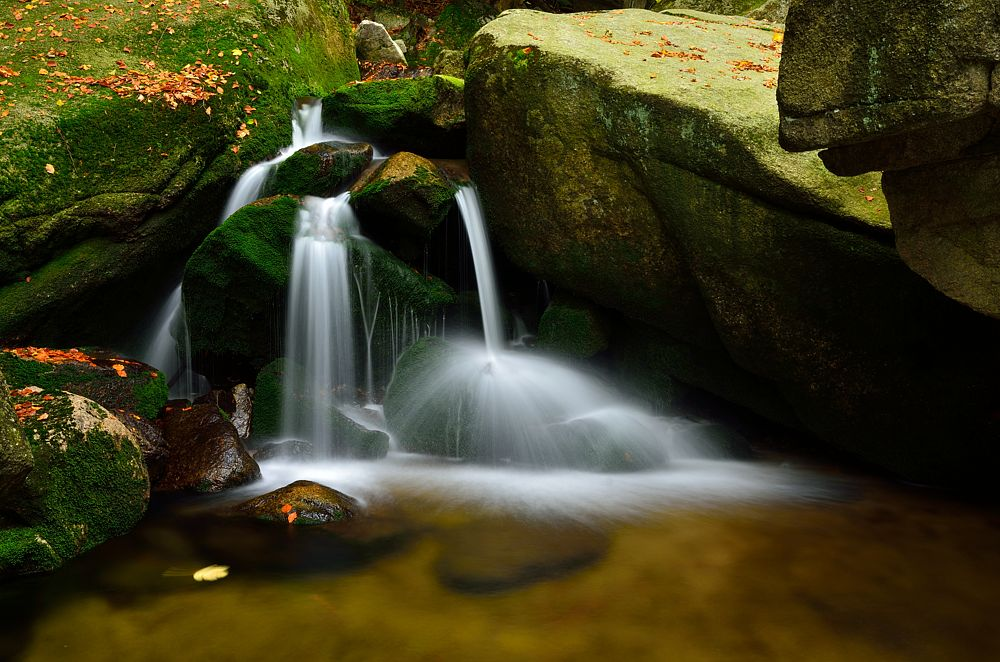
Hájený potok
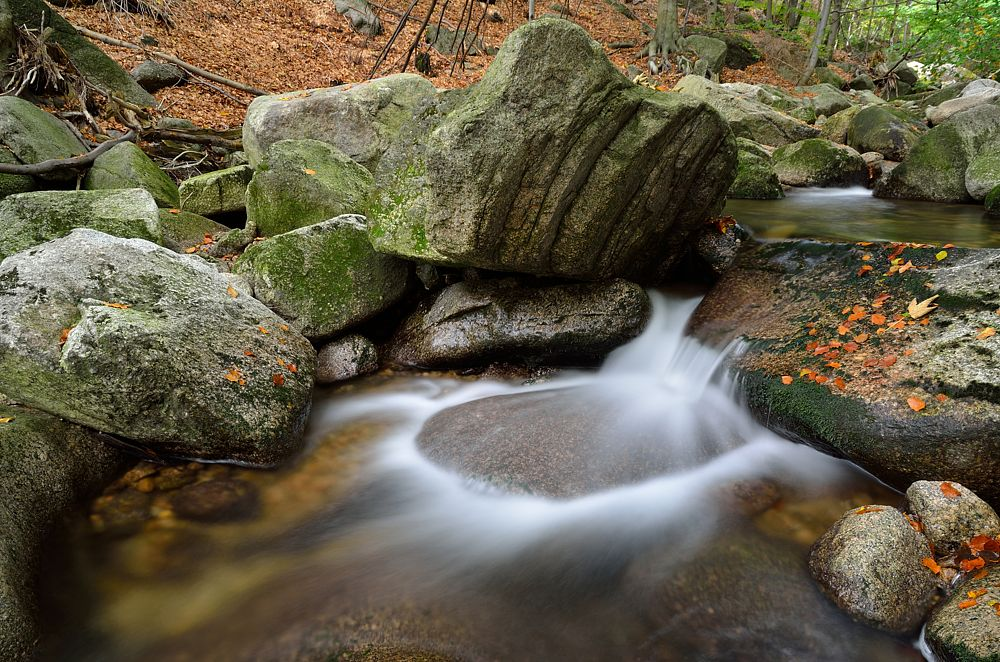
Hájený potok
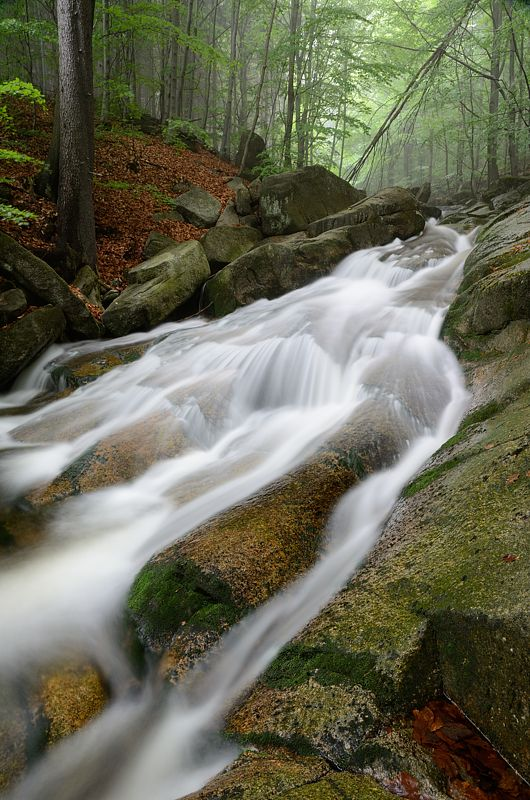
První zajímavé místo
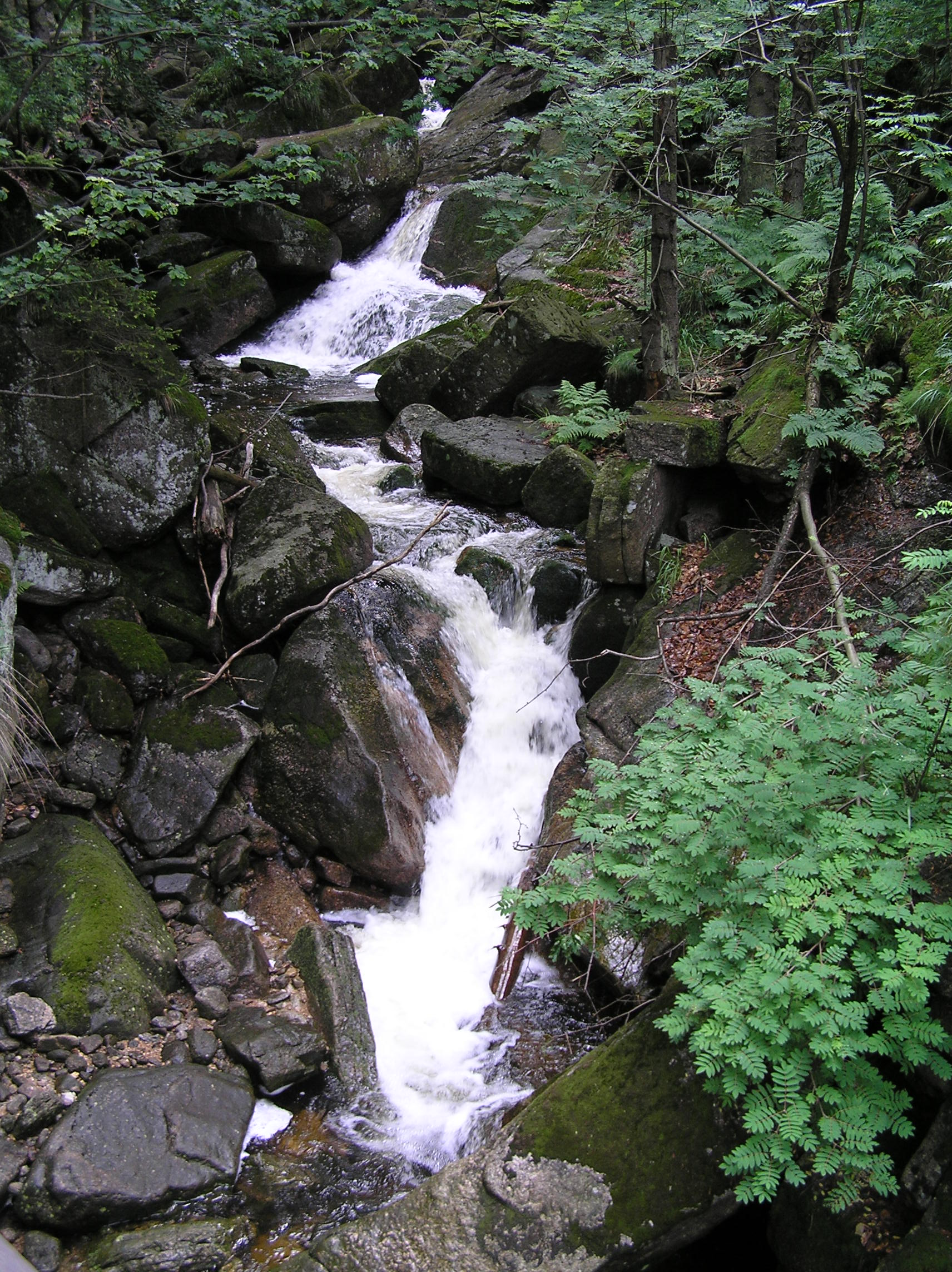
vodopád Hájeného potoka u mostku
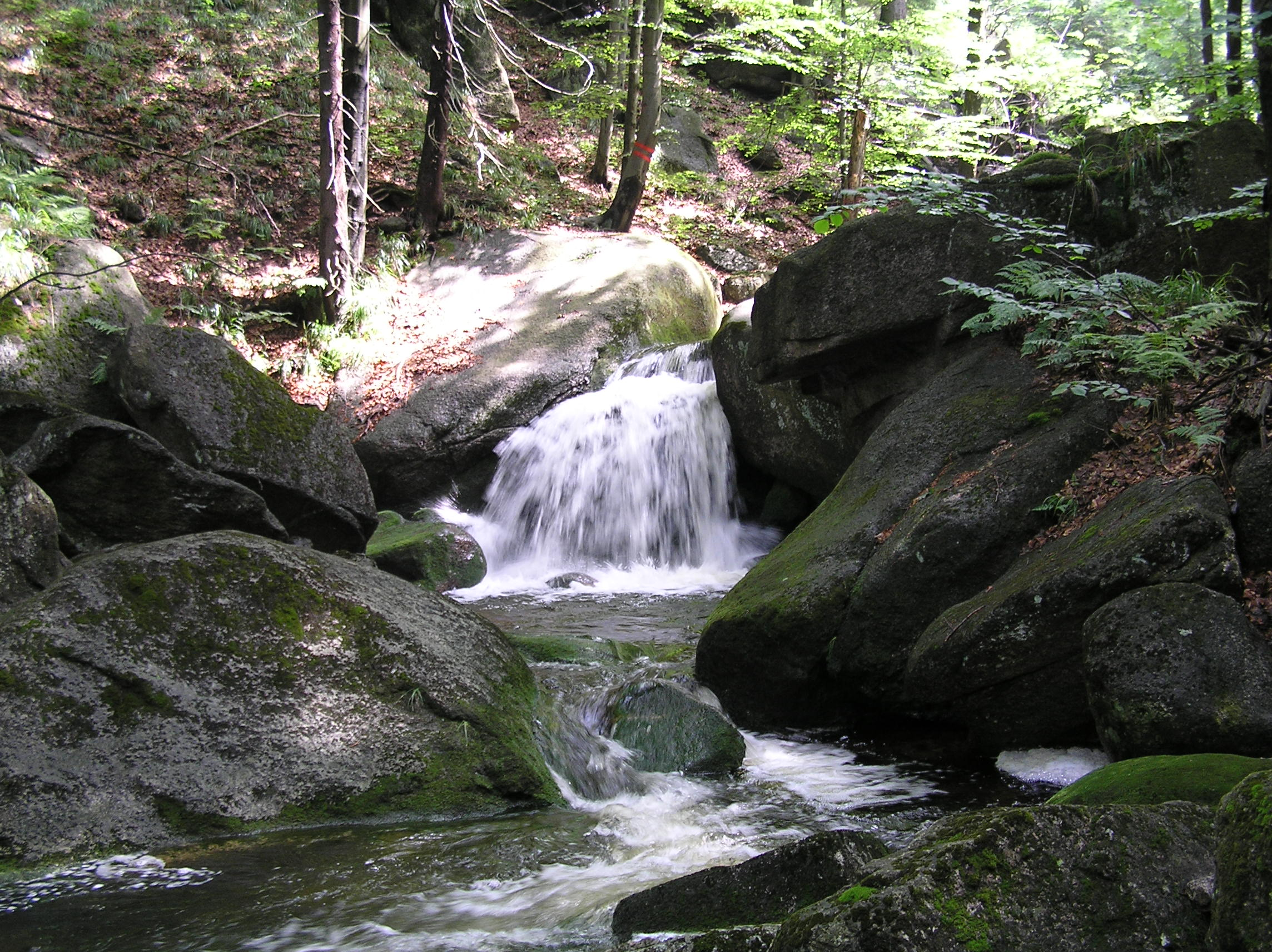
Menší vodopád na potoce
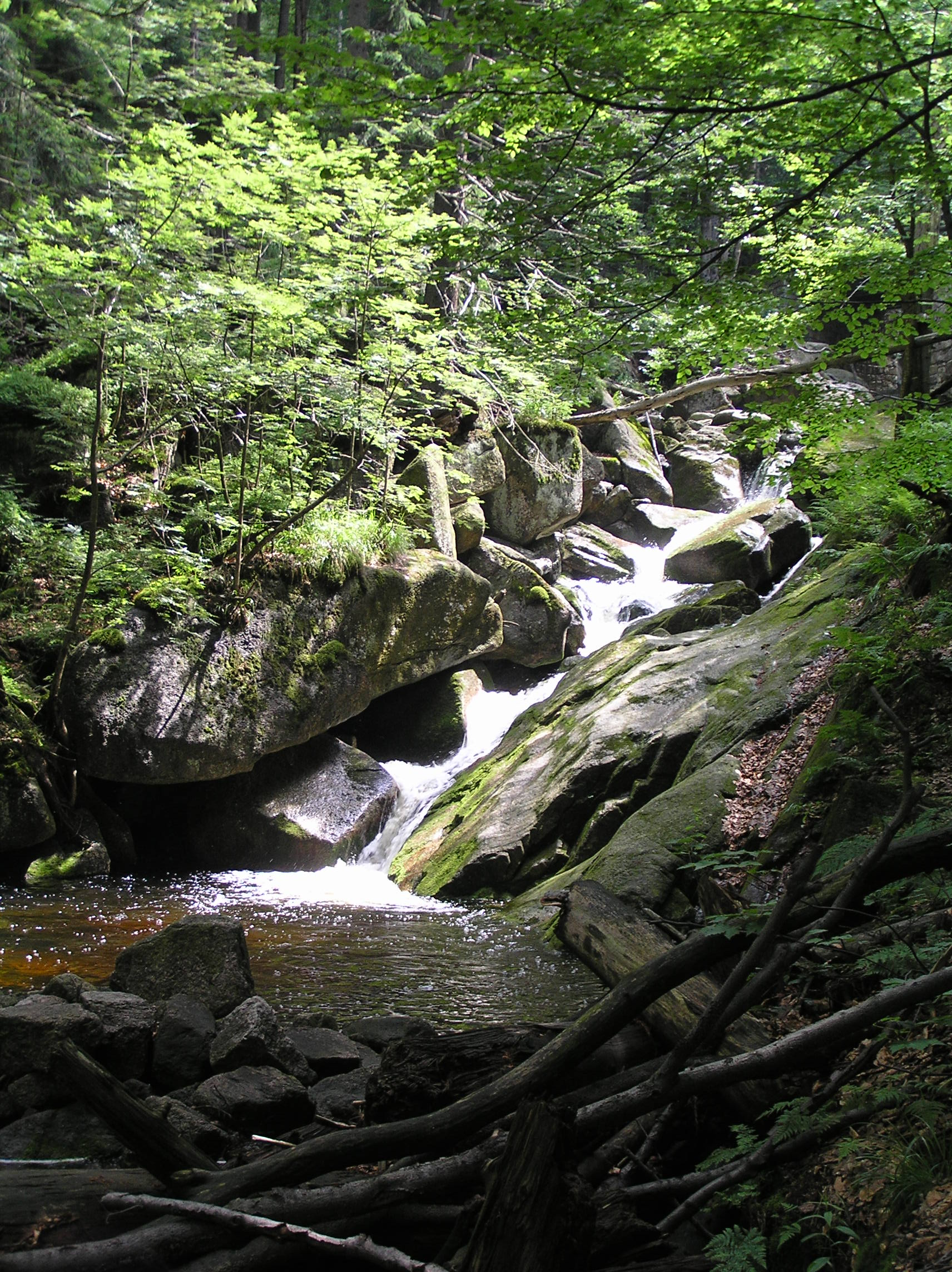
Jeden z kaskádovitých vodopádů

## Vodní režim
Průměrný průtok je asi 0,0001 m³/s, což činí Hájený potok nezajímavý pro hydrologické měření.